# 小行星6349
小行星6349（6349 Acapulco）是一颗绕太阳运转的小行星，为主小行星带小行星。该小行星于1995年2月8日发现。
該小行星以墨西哥格雷羅州的城鎮阿卡普尔科命名。

## 轨道参数
小行星6349的轨道半长轴为2.6685657 UA，离心率为0.1356337。